# Хабсбург-Лотаринги
Хабсбург-Лотаринги (на немски: Habsburg-Lothringen) е владетелска династия, създадена през 1736 г. със сватбата на херцога на Лотарингия, Франц I Стефан с ерц-херцогиня Мария Тереза, наследничката на Дом Хабсбурги.

## Хабсбург-Лотаринги
- Йозеф II, император (1765–1790), женен за Мария-Изабела Бурбон-Пармска, 1760; Мария-Йозефа Баварска, 1765
- Леополд II, император (1790–1792), женен за Мария-Луиза Испанска, 1765
- Франц II, император (1792–1806), женен за Елизабет Вилхелмина Вюртембергска, 1788; Мария-Тереза Бурбон-Неаполитанска, 1790 (последна римско-германска императрица); Мария-Людовика де Австрия-Есте, 1808; Каролина Августа Баварска, 1816
- Фердинанд I, австрийски император и (под името Фердинанд V) крал на Унгария от 1835 до 1848 година, женен за Мария-Анна Савойска
- Франц Йосиф, император на Австро-Унгария, 1848-1916, женен за Елизабет Баварска (Сиси)
- Карл I/IV, 1916–1918, женен за Зита Бурбон-Пармска
  - Ото фон Хабсбург (* 1912; † 2011), глава на рода на Хабсбург-Лотринги 1930-2006, женен за Регина от Саксония-Майнинген от род Ветини

Две жени от Дом Хабсбург-Лотаринги са омъжени по политически причини във Франция:
- Мария Антоанета – дъщеря на Мария Тереза и Франц Стефан e като кралица на Франция като съпругът ѝ Лудвиг XVI са екзекутирани на гилотината.
- Мария-Луиза – дъщеря на Франц II/I става втората съпруга на Наполеон I, не го последва като императрица на Франция в неговото изгнание, а управлява след това Херцогство Парма.